# زبان پولابی
زبان پولابی (آلمانی: Wenden) یک زبان منقرض‌شده از خانواده زبان‌های هندواروپایی و شاخه زبان‌های اسلاوی غربی است.
این زبان که در آلمان در اطراف رود البه تکلم می‌شده در ۱۸ میلادی منقرض شده‌است.